# 蔚山廣播
蔚山廣播（UBC）是坐落在韩国蔚山的一家地区性民间广播电视公司。1996年12月16日成立，1997年9月1日开播。属于SBS聯播網成員。

## 站点
- 电视
  - 频道 - Ch. 24
  - 开播 - 1997年9月1日

- 调频广播 （Green FM）
  - 频率 - 92.3 MHz
  - 开播 - 2001年9月1日